# Диаграмма прецедентов
Диаграмма вариантов использования  в UML — диаграмма, отражающая отношения между акторами и прецедентами и являющаяся составной частью модели прецедентов, позволяющей описать систему на концептуальном уровне.
Прецедент — возможность моделируемой системы (часть её функциональности), благодаря которой пользователь может получить конкретный, измеримый и нужный ему результат. Прецедент соответствует отдельному сервису системы, определяет один из вариантов её использования и описывает типичный способ взаимодействия пользователя с системой. Варианты использования обычно применяются для спецификации внешних требований к системе.

## Назначение
Основное назначение диаграммы — описание функциональности и поведения, позволяющее заказчику, конечному пользователю и разработчику совместно обсуждать проектируемую или существующую систему.
При моделировании системы с помощью диаграммы прецедентов системный аналитик стремится:
- чётко отделить систему от её окружения;
- определить действующих лиц (акторов), их взаимодействие с системой и ожидаемую функциональность системы;
- определить в глоссарии предметной области понятия, относящиеся к детальному описанию функциональности системы (то есть прецедентов).

Работа над диаграммой может начаться с текстового описания, полученного при работе с заказчиком. При этом нефункциональные требования (например, конкретный язык или система программирования) при составлении модели прецедентов опускаются (для них составляется другой документ).

## Элементы
Для отражения модели прецедентов на диаграмме используются:
- рамки системы (англ. system boundary) — прямоугольник с названием в верхней части и эллипсами (прецедентами) внутри. Часто может быть опущен без потери полезной информации,
- актор (англ. actor) — стилизованный человечек, обозначающий набор ролей пользователя (понимается в широком смысле: человек, внешняя сущность, класс, другая система), взаимодействующего с некоторой сущностью (системой, подсистемой, классом). Акторы не могут быть связаны друг с другом (за исключением отношений обобщения/наследования),
- прецедент — эллипс с надписью, обозначающий выполняемые системой действия (могут включать возможные варианты), приводящие к наблюдаемым акторами результатам. Надпись может быть именем или описанием (с точки зрения актора) того, «что» делает система (а не «как»). Имя прецедента связано с непрерывным (атомарным) сценарием — конкретной последовательностью действий, иллюстрирующей поведение[2]. В ходе сценария акторы обмениваются с системой сообщениями. Сценарий может быть приведён на диаграмме прецедентов в виде UML-комментария. С одним прецедентом может быть связано несколько различных сценариев[1].

### Отношения между прецедентами
Часть дублирующейся информации в модели прецедентов можно устранить указанием связей между прецедентами:
- обобщение прецедента — стрелка с не закрашенным треугольником (треугольник ставится у более общего прецедента),
- включение прецедента — пунктирная стрелка со стереотипом «include»,
- расширение прецедента — пунктирная стрелка со стереотипом «extend» (стрелка входит в расширяемый прецедент, в дополнительном разделе которого может быть указана точка расширения и, возможно в виде комментария, условие расширения).

## Правила
При работе с вариантами использования важно помнить несколько простых правил:
- каждый прецедент относится как минимум к одному действующему лицу;
- каждый прецедент имеет инициатора;
- каждый прецедент приводит к соответствующему результату.